# Viridovipera vogeli
Viridovipera vogeli är en ormart som beskrevs av David, Vidal och Pauwels 200. Viridovipera vogeli ingår i släktet Viridovipera och familjen huggormar. IUCN kategoriserar arten globalt som livskraftig. Inga underarter finns listade i Catalogue of Life.
The Reptile Database listar arten i släktet Trimeresurus.
Arten förekommer i Thailand, Laos, Vietnam och Kambodja. Den lever i låglandet och i låga bergstrakter mellan 200 och 1200 meter över havet. Ormen vistas främst i städsegröna skogar och den besöker angränsande gräsmarker. Viridovipera vogeli håller sig nära vattenansamlingar. Den äter groddjur, ödlor, mindre däggdjur och insekter. Honor lägger inga ägg utan föder levande ungar.